# 古山正人
古山 正人（ふるやま まさと、1949年 - ）は、日本の歴史学者。専門分野は古代ギリシア史（古代スパルタ史、社会経済史、シュムポシオン論）。國學院大學名誉教授。

## 来歴
1949年、新潟県に生まれる。1981年、東京大学大学院人文科学研究科博士課程単位取得満期退学。1985年電気通信大学電気通信学部助教授（一般教養担当）。1995年より國學院大學文学部史学科教授。2020年定年退職、名誉教授。
　

## 著書
- 「岩波講座 世界歴史４ 地中海世界と古代文明」(共編・岩波書店）
- 「西洋古代史料集」(共著・共訳・東京大学出版会)
- 「西洋古代史入門」(共著・東京大学出版会)